# Барбареум
«Барбаре́ум» (лат. Barbareum, официальное название: «Королевская общая греко-католическая семинария в Вене при св. Варваре», лат. Regium generale Seminarium Graeco-Catholicum Viennae ad Sanctam Barbaram) — первая духовная семинария Украинской грекокатолической церкви. Была основана австрийской императрицей Марией Терезией в 1774 году в Вене, при церкви святой Варвары, для обучения греко-католических священников Австрийской империи.
В ежедневном употреблении, а потом и официально было принято сокращённое название (Barbareum). За 10 лет существования семинарии в ней училось 46 греко-католических студентов из Подкарпатской Руси и Галиции. Из рядов выпускников этой семинарии со временем вышло 6 епископов, 10 профессоров университета и епархиальных семинарий, 8 ректоров семинарий и 8 писателей, в том числе первый униатский митрополит Антоний Ангелович и проректор Львовского университета Михаил Гарасевич (1763—1836).
В 1783 году была основана общая духовная семинария во Львове, где продолжали обучение студенты «Барбареума» родом из Галиции. В 1784 году семинарию «Барбареум» закрыли, а церковь св. Варвары благодаря императору Иосифу ІІ стала приходской.
В 1852 году в Вене был основан второй Барбареум, который существовал до 1892 года. Эти семинарии играли важную роль не только для церковного, но и для национального общественно-политического развития австрийских русинов. В 1816 году на Западной Украине в результате реформ Марии Терезии и Иосифа II (при соучастии епископа Мукачевского Андрея Бачинского) был основан Барбареум.